# 모라 (언어학)
모라(영어: mora, 지연·지체를 뜻하는 라틴어에서 유래) 또는 음박(音拍)는 음운론의 개념으로 일정한 시간적 길이를 지닌 음의 분절 단위이다. 음절과 다르며, 각 언어 화자의 심리적인 인상에 따라 결정된다. 음절은 모든 언어가 갖고 있지만 모라를 가지지 않는 언어도 있다. 모라를 지니는 언어의 대표격으로 일본어가 있다.
일본어의 많은 방언이 모라를 가지며, 일본어를 가나로 표기했을 때 요음 'ぁ', 'ぃ', 'ぅ', 'ぇ', 'ぉ', 'ゃ', 'ゅ', 'ょ'('っ'는 해당되지 않는다) 이외의 모든 가나는 모두 기본적으로 같은 길이로 발음된다. 이 단위 하나가 모라에 해당된다. 일본어학에서는 일반적으로 '박(拍)'이라고 부른다. 일본어의 특징은 장음(ー), 촉음(っ), 발음(撥音)(ん)을 1모라로 갖고 있는 것으로, 장음은 장모음의 후반부를, 촉음은 장자음(長子音)의 전반부를 잘라낸 것이며, 발음은 음절 말 비음이나 비모음을 각각 모라로 삼는다.

## 예시
일본어에서의 예는 다음과 같다.
- 'チョコレート'(초코레-토)는 '초', '코', '레', '-', '토'의 5모라이나 4음절이다.
- 'キッチン'(킷친)은 '키', 'ㅅ', '치', 'ㄴ'의 4모라이나 2음절이다.

## 같이 보기
- 보상적 장음화
- 음절